# Všepadly
Všepadly (en allemand : Schepadl) est une commune du district de Domažlice, dans la région de Plzeň, en République tchèque. Sa population s'élevait à 46 habitants en 2017.

## Géographie
Všepadly se trouve à 13 km à l'est de Domažlice, à 38 km au sud-ouest de Plzeň et à 119 km à l'ouest-sud-ouest de Prague.
La commune est limitée par Kanice au nord, par Únějovice et Chudenice à l'est, par Poleň et Černíkov au sud, et par Úboč à l'ouest.

## Histoire
La première mention écrite de la localité date de 1379.

## Galerie

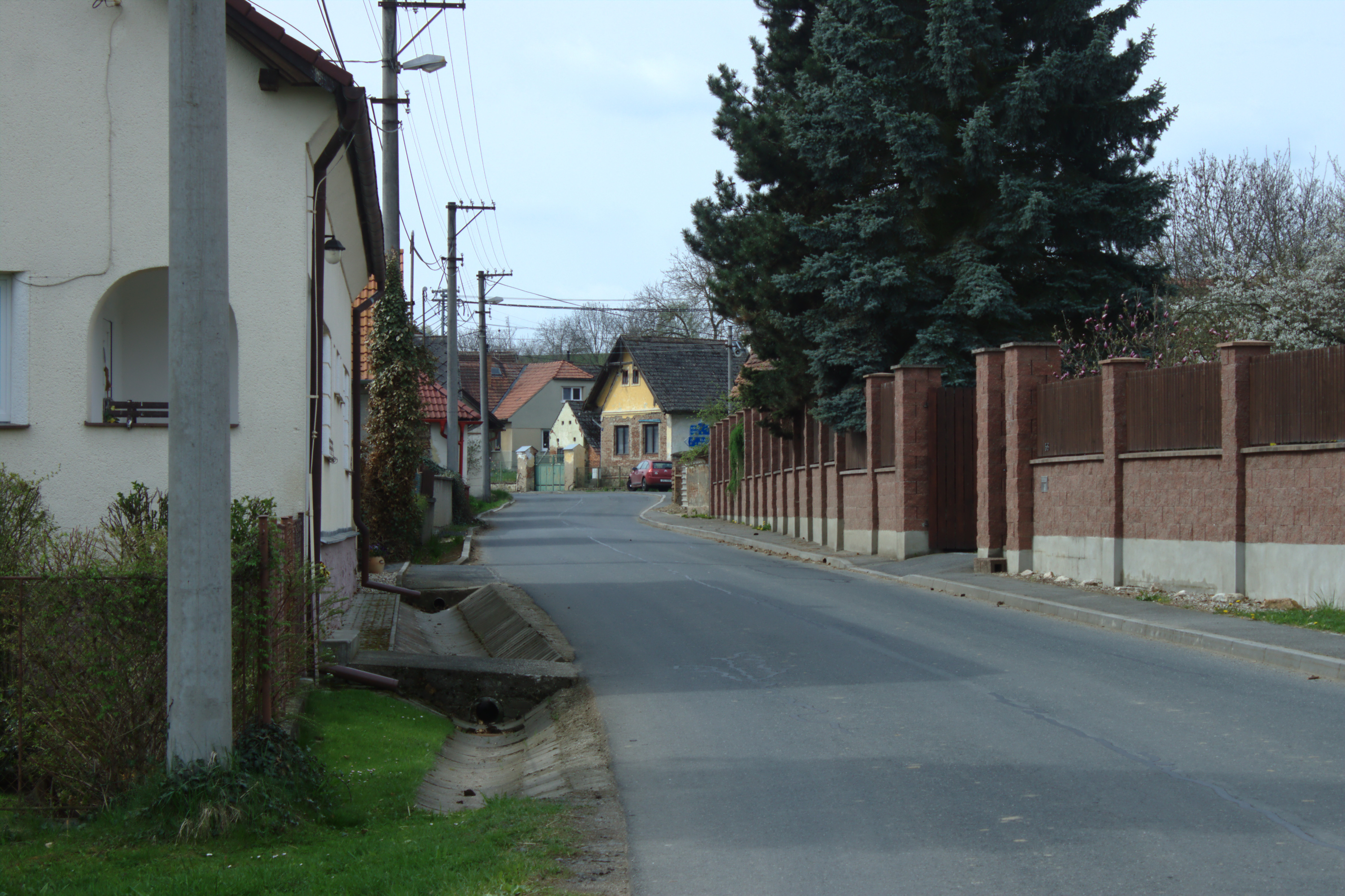
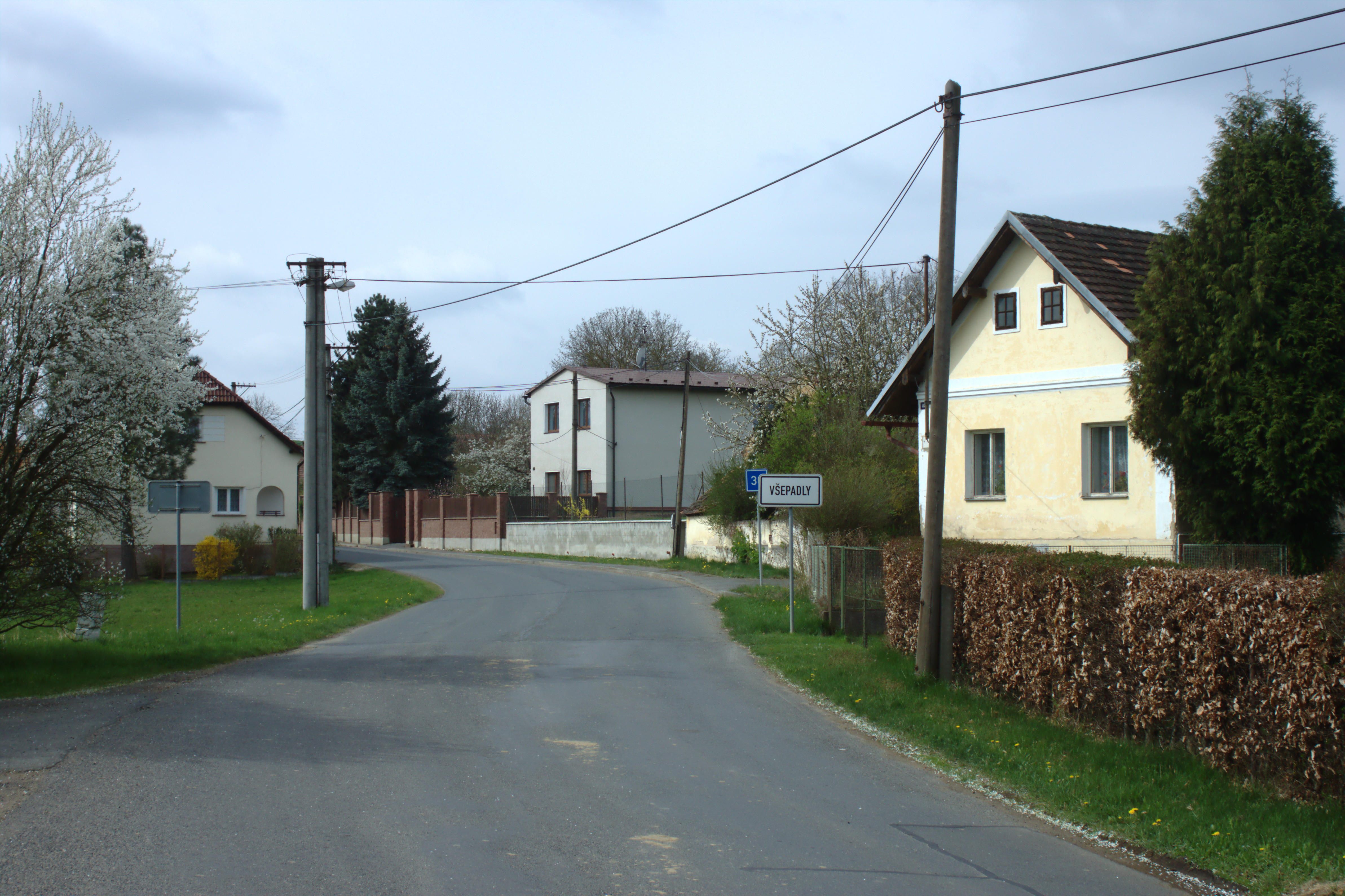
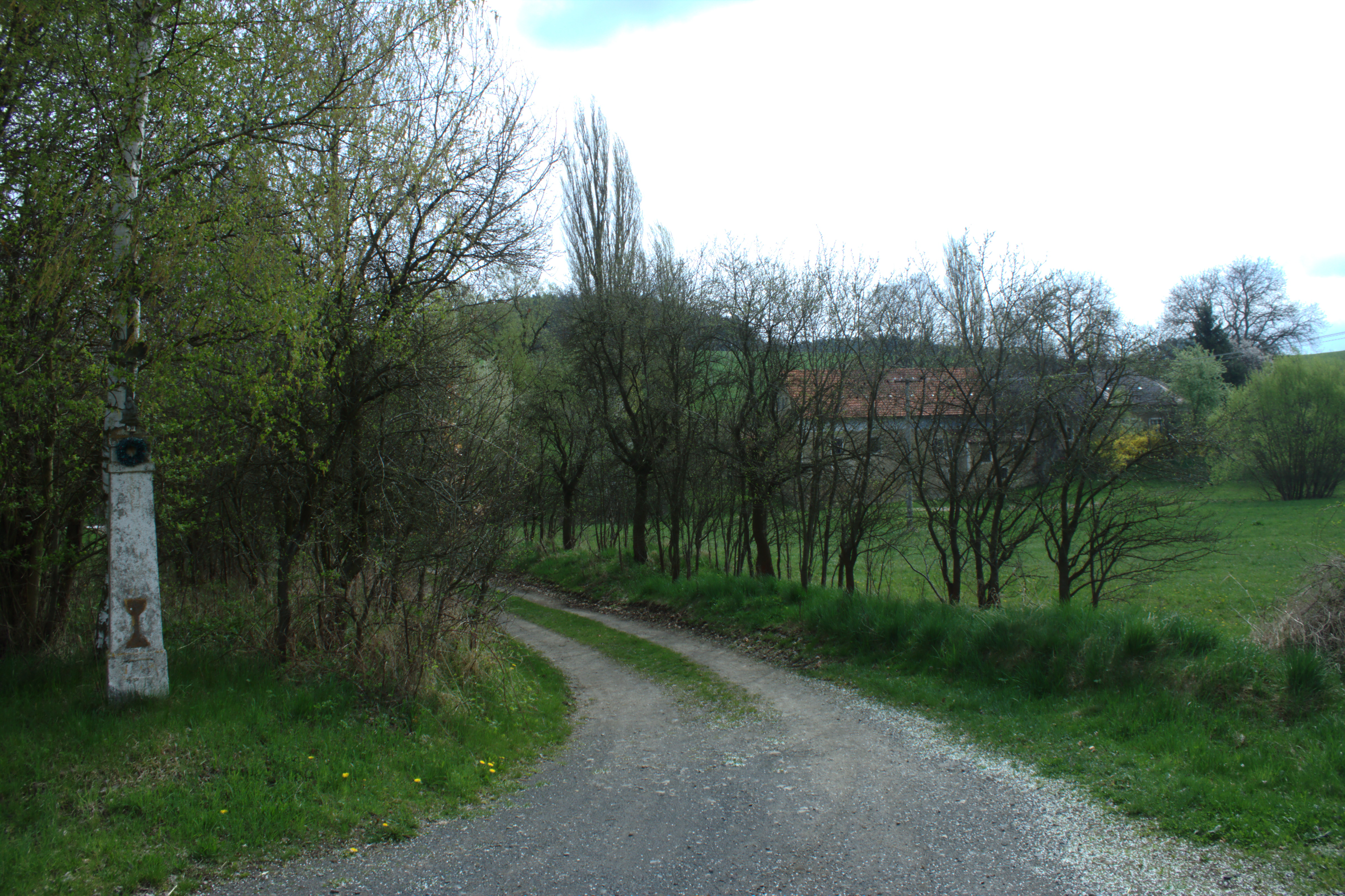
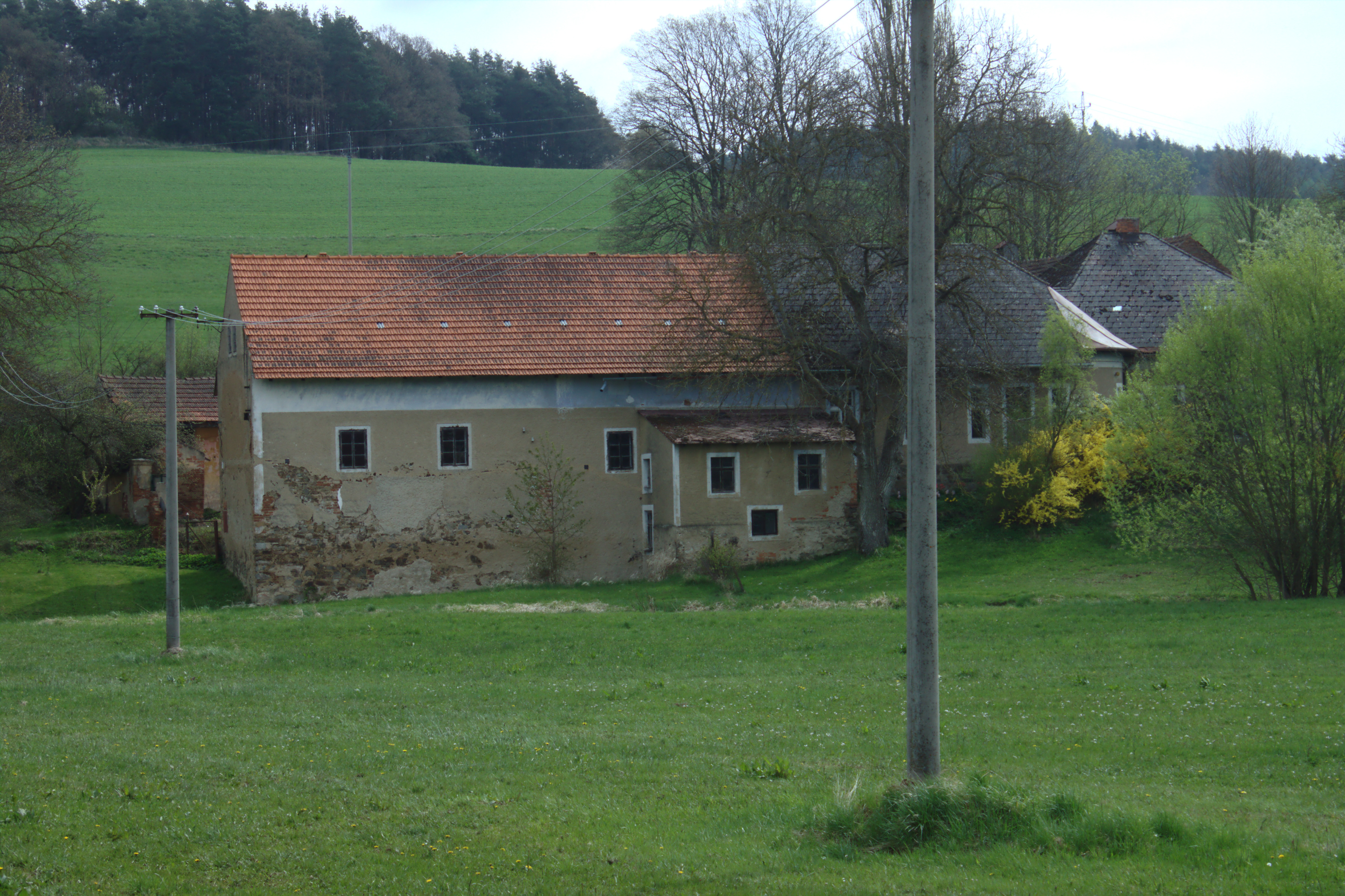